# Emanuel Cvjetićanin

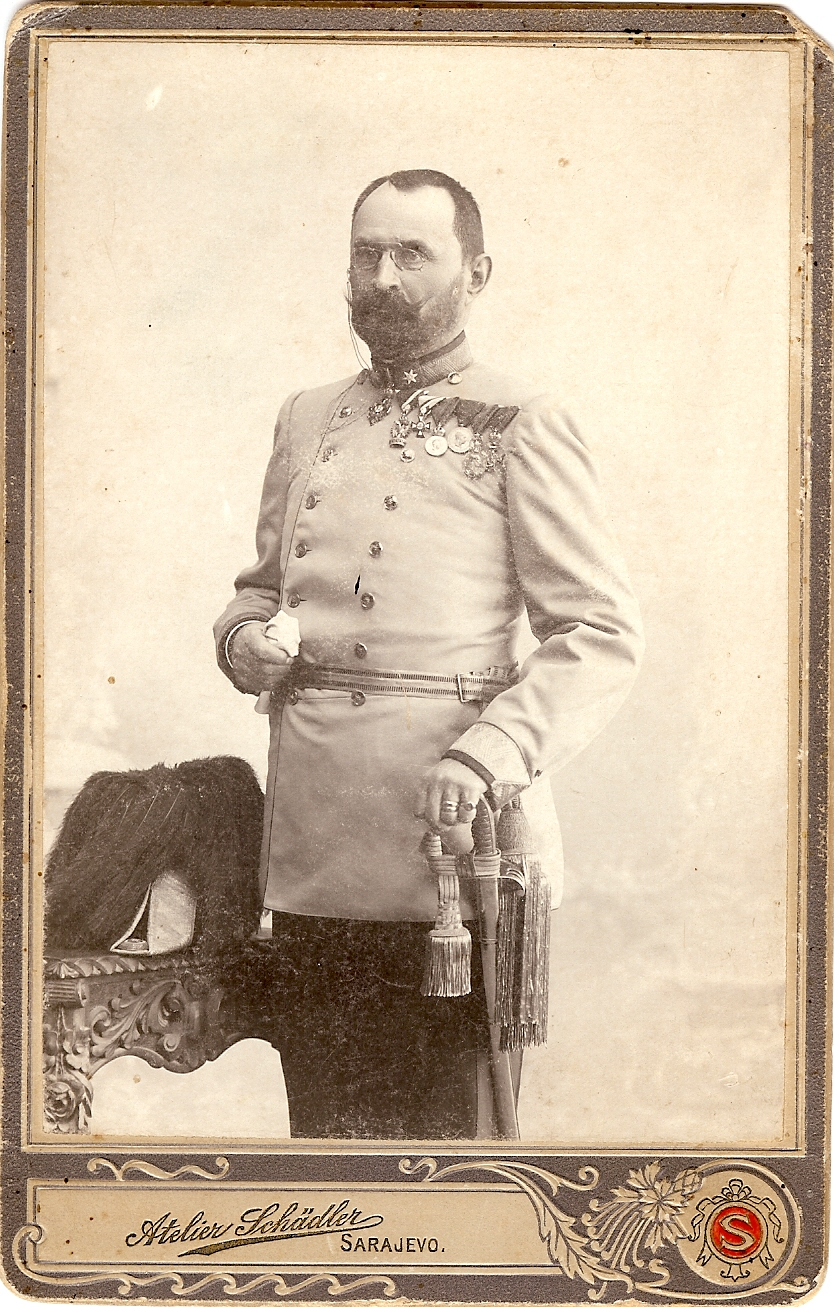
Emanuel Cvjetićanin

Emanuel Cvjetićanin (* 8. August 1833 in Udbina, Kaisertum Österreich; † 1919 in Zagreb, Königreich SHS) war ein Österreichisch-Ungarischer Offizier, zuletzt Feldmarschallleutnant.

## Leben
Emanuel Cvjetićanin, Taufname  Manojlo,  wurde in Udbina Lika geboren.  Lika gehörte damals  zum ehemaligen Österreich-Ungarn. Er entstammte  einer alten serbischen Familie aus dem serbischen  Bogunovici. Die Familie siedelte in  Regionen des nördlichen Montenegro, der Herzegowina und des  westlichen Dalmatien.
Im Krieg von 1878 bis 1882 war Cvjetićanin der Hauptorganisator der Gendarmerie (Strafuni) in Sarajevo. Er erhielt zahlreiche Auszeichnungen, darunter den Orden der Maria Theresia und den Titel eines Baron. Als erster Adjutant  Franz Josephs befand er sich hinter dem Auto des Thronfolgers Franz Ferdinand von Österreich-Este in Sarajevo beim Attentat durch Gavrilo Princip.
Alexander I. bot ihm einen Posten als  Feldmarschall an, aber er lehnte ab.
Er war verheiratet mit Sofia Medici-Cvjeticanin. Sein Sohn  Milan Cvjetićanin war österreichischer Offizier in der  serbischen Armee unter dem Kommando von Radomir Putnik.